# LGBT práva v Severní Koreji

Duhová mapa Severní Koreje

V Severní Koreji není vesměs žádný patrný náznak o existenci LGBT komunity a ani žádná právní úprava týkající se LGBT. Ačkoli Trestní zákoník výslovně nezakazuje stejnopohlavní sexualitu a crossdressing, je zde možné trestně stíhat kohokoli, jehož chování by se dalo považovat za protisocialistické, což může být použito k diskriminaci, případně i perzekuci LGBT osob.

## Trestní zákony
Politický systém Korejské lidově demokratické republiky neumožňuje získat žádné přesné informace o postoji vlády v aspektech veřejného života, vč. LGBT práv.
Homosexualita zde není považována za trestný čin, ale lze na ní aplikovat zákony zakazující protisocialistické chování. Jsou známy případy gayů, na které byly takové zákony použity.
Podle Korejské asociace přátel sponzorované vládou KLDR zaujímají zdejší politici tento názor:
Vzhledem k tradiční korejské kultuře není běžné, aby jedinec jakékoli sexuální orientace ukazoval veřejně svojí náklonnost k jinému jedinci. Jako země uznávající vědu a racionalismus KLDR uznává, že se mohou narodit jedinci s vrozenou sexuální orientací a zachovává vůči nim ohleduplnost a respekt. Homosexuálové v KLDR nikdy nebyli předmětem represí jako v mnoha kapitalistických státech po celém světě. Nicméně Severní Korea si rovněž velmi zakládá na socialistické harmonii a morálce, a tudíž odmítá homosexuální kulturu v kapitalistickém světě, která je podle ní zobrazována jako konzumní a promiskuitní.
Výše věku způsobilosti pro pohlavní styk pro homosexuální orientaci, pokud nějaký je, není známa. Paragraf 153 Trestního zákona říká, že muž mající pohlavní styk s dívkou mladší 15 let musí být přísně potrestán, ale zákon vztahující se na chlapce není znám.

## Ústavní právo
Ústava Korejské lidově demokratické republiky přiznává občanům rovná práva ve všech aspektech veřejného života. Není však uveden žádný přímý zákaz diskriminace na základě sexuální orientace nebo genderové identity. Rovněž přiznává zvláštní ochranu pro manželství a rodinu, ale neumožňuje stejnopohlavní manželství ani jinou právní úpravu stejnopohlavního soužití.

## Plánování rodiny
V 50. letech 20. století byly veškeré zmínky o existenci jakéhokoliv druhu lidské sexuality tabu, pokud zrovna nepodléhaly cenzuře. Sexualita byla ignorována nebo považována za slabost a dekadenci kapitalistického světa.
Manželství bylo odnepaměti považováno za instituci složenou z Korejce a Korejky, jehož účelem je rozmnožování. Rozvody byly ojedinělé a od mimomanželského sexu vláda lid odrazovala.
Toto se postupně začalo měnit v 80. až 90. letech s liberálnějšími politiky. Dnes samotná sexuální výchova ve školách ještě neexistuje a manželství, rodina, genderové role a lidská sexualita je zobrazována jako tradičně heterosexuální a vláda neoficiálně zaujímá stanovisko, že seznamování, předmanželský sex je svobodnou volbou dospělých osob.

## Cenzura
Severní Korea cenzuruje všechny formy tisku, novin, masmédií a jiných forem komunikace. Vzhledem k tomu, že se sem nedostává dostatek informací o jiných sexuálních orientacích, mnoho LGBT Severních Korejců je nepřímo nuceno k založení rodiny a uzavření manželství s osobou opačného pohlaví. Hlas Ameriky poznamenává, že homosexualita je v rámci veřejné diskuse tabu.

## Armáda
Severokorejská armáda nařizuje všem brancům během prvních 10 let služby celibát. Mužští vojáci toto pravidlo porušují prostřednictvím tajných schůzek a znásilňování ženských vojáků nebo vzájemnou homosexuální aktivitou. Homosexuální vztahy jsou zde zobrazovány jako situační sexuální chování než jako sexuální orientace.

## Politika
Žádná ze tří politických stran v KLDR nemá ve volebním programu žádný postoj k LGBT právům. Nejsou známy žádné zákony zakazující diskriminaci na základě sexuální orientace nebo genderové identity.
Severní Korea nesouhlasí s Deklaraci Spojených národů, která se snaží docílit celosvětové dekriminalizacie homosexuality a nepřipouští jakoukoli ostrakizaci nebo diskriminaci na základě sexuální orientace nebo genderové identity. Přesný důvod tohoto postoje je neznámý.
Severokorejská propaganda obvykle vykresluje homosexualitu jako morální degeneraci západních národů, zejména Ameriky. Podle krátké povídky Sněhová bouře v Pchjongjangu, kde je zajatá posádka americké lodi, prosí zajatci své věznitele, aby jim umožnili praktikovat stejnopohlavní sex.

## HIV/AIDS
Oficiální stanovisko vlády je takové, že v KLDR nebyl zaznamenán žádný případ nákazy virem HIV, přesto nic nenamítá proti osvětě zdravotních pracovníků ohledně pandemie viru HIV.

## Veškeré zákony týkající se LGBT osob
| Legální stejnopohlavní styk                                                             | Legální                                    |
| Způsobilost k pohlavnímu styku stejná jako pro ostatní                                  | (Není zákon, který by se o tomto zmiňoval) |
| Anti-diskriminační zákony v zaměstnání                                                  | No                                         |
| Anti-diskriminační zákony v přístupu ke zboží a službám                                 | No                                         |
| Anti-diskriminační zákony v ostatních oblastech (homofobní urážky, zločiny z nenávisti) | No                                         |
| Stejnopohlavní manželství                                                               | No                                         |
| Jiná forma stejnopohlavního soužití                                                     | No                                         |
| Adopce dítěte partnera                                                                  | No                                         |
| Společná adopce                                                                         | No                                         |
| Gayové a lesby mohou otevřeně sloužit v armádě                                          | No                                         |
| Možnost změny pohlaví                                                                   | No                                         |
| Možnost umělého oplodnění pro lesbické ženy                                             | No                                         |
| Náhradní mateřství pro gay páry                                                         | No                                         |